# 金蓮山駅
金蓮山駅（クムニョンサンえき）は、大韓民国釜山広域市水営区にある釜山交通公社2号線の駅である。駅番号は210。

## 駅構造
相対式ホーム2面2線の地下駅で、フルスクリーンタイプのホームドアが設置されている。出入口は6箇所に設けられている。

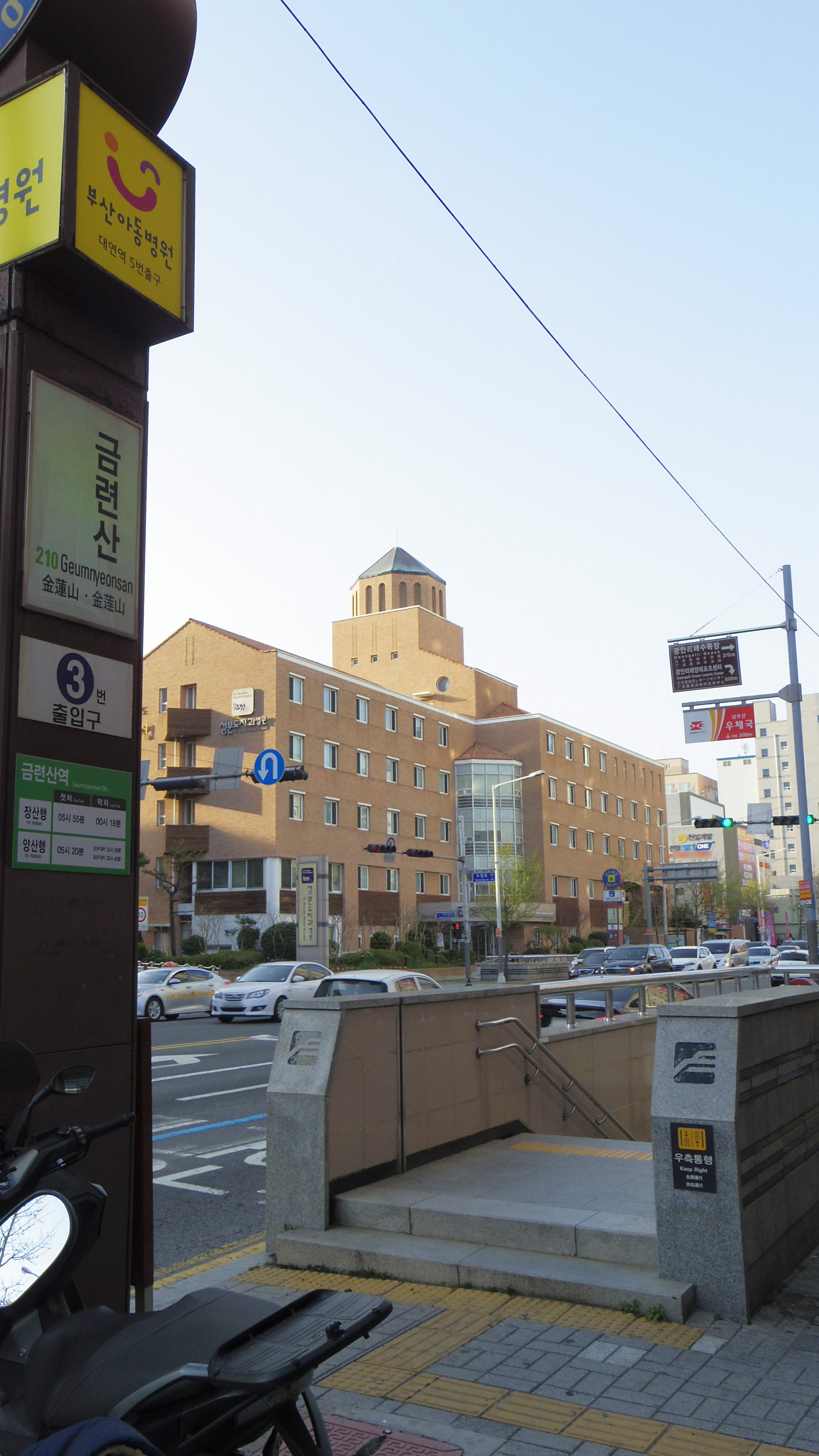
3番出入口（2018年4月）
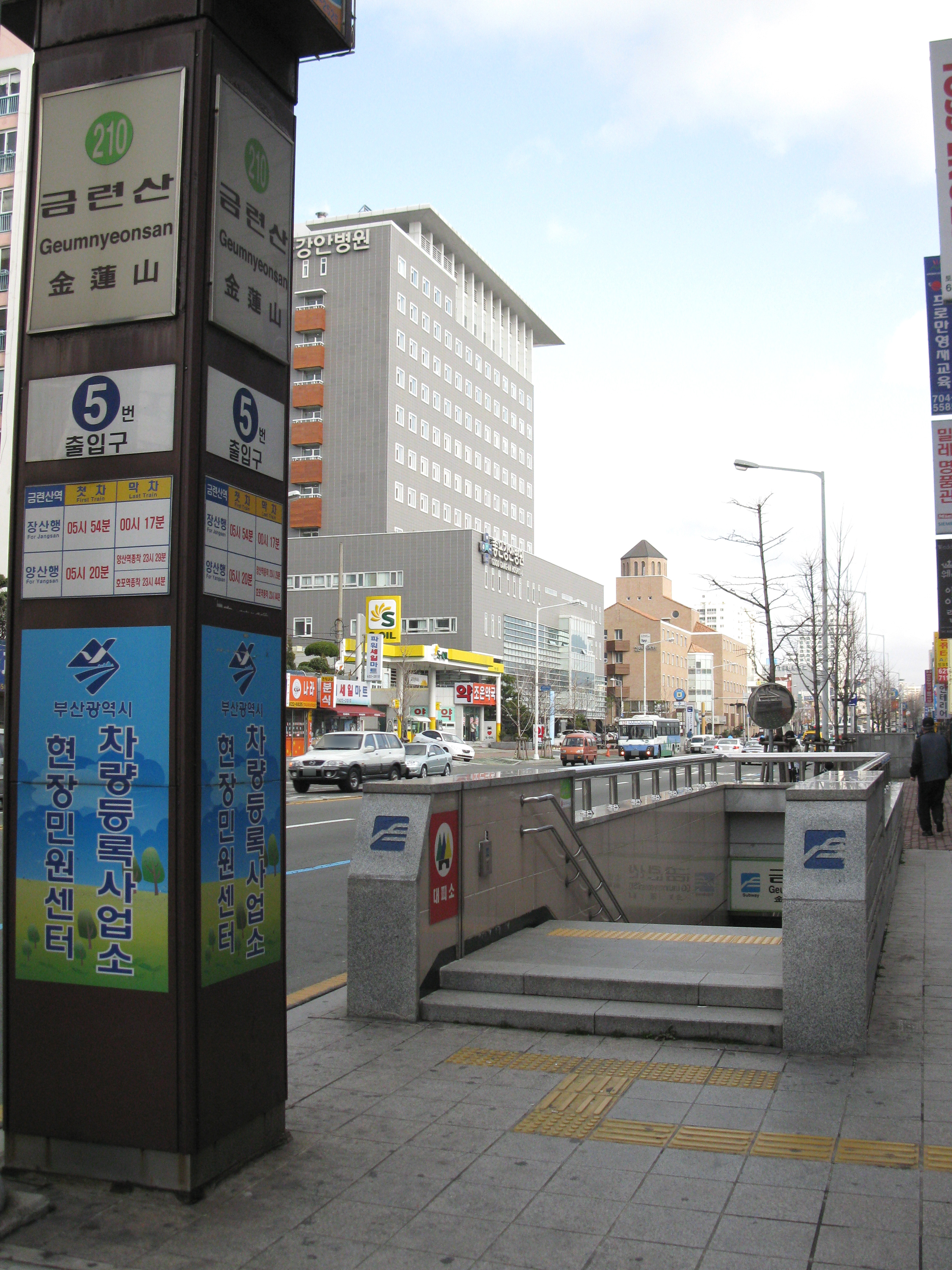
5番出入口（2009年2月）
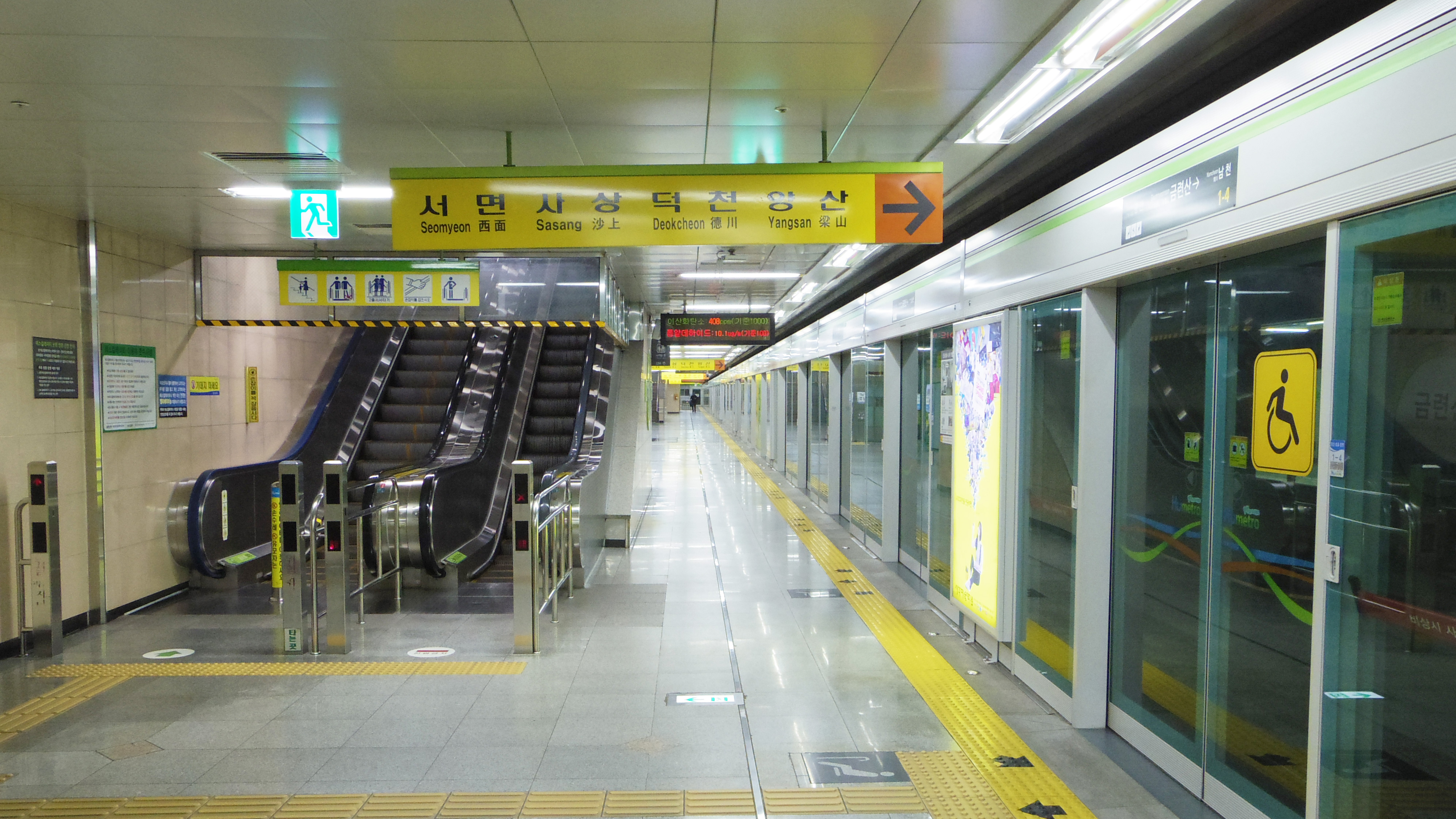
下りホーム（2018年4月）
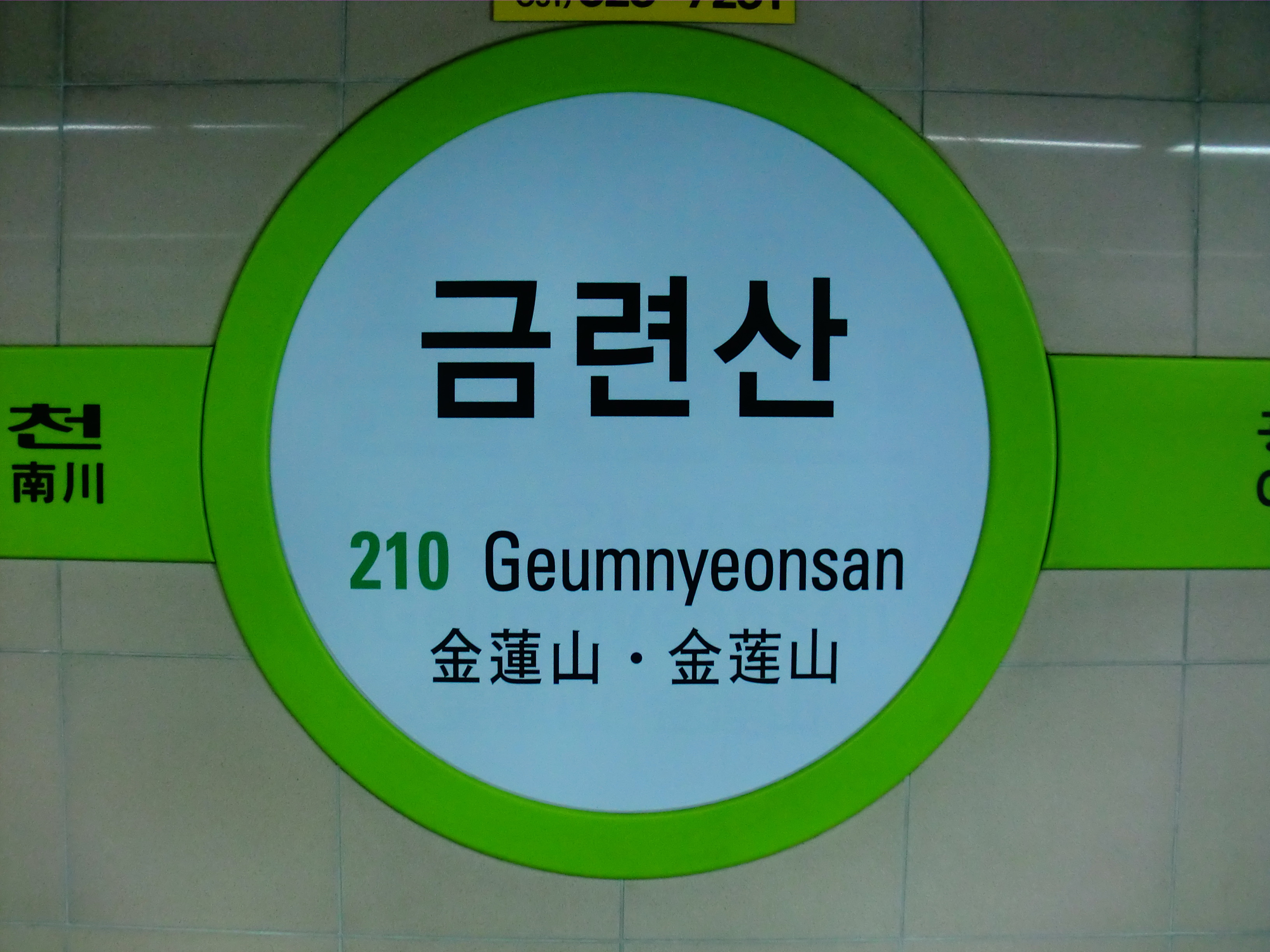
駅名標

### のりば
| 上り | 2号線 | 萇山方面 |
| 下り | 2号線 | 梁山方面 |

## 歴史
- 2001年8月8日 - 開業。

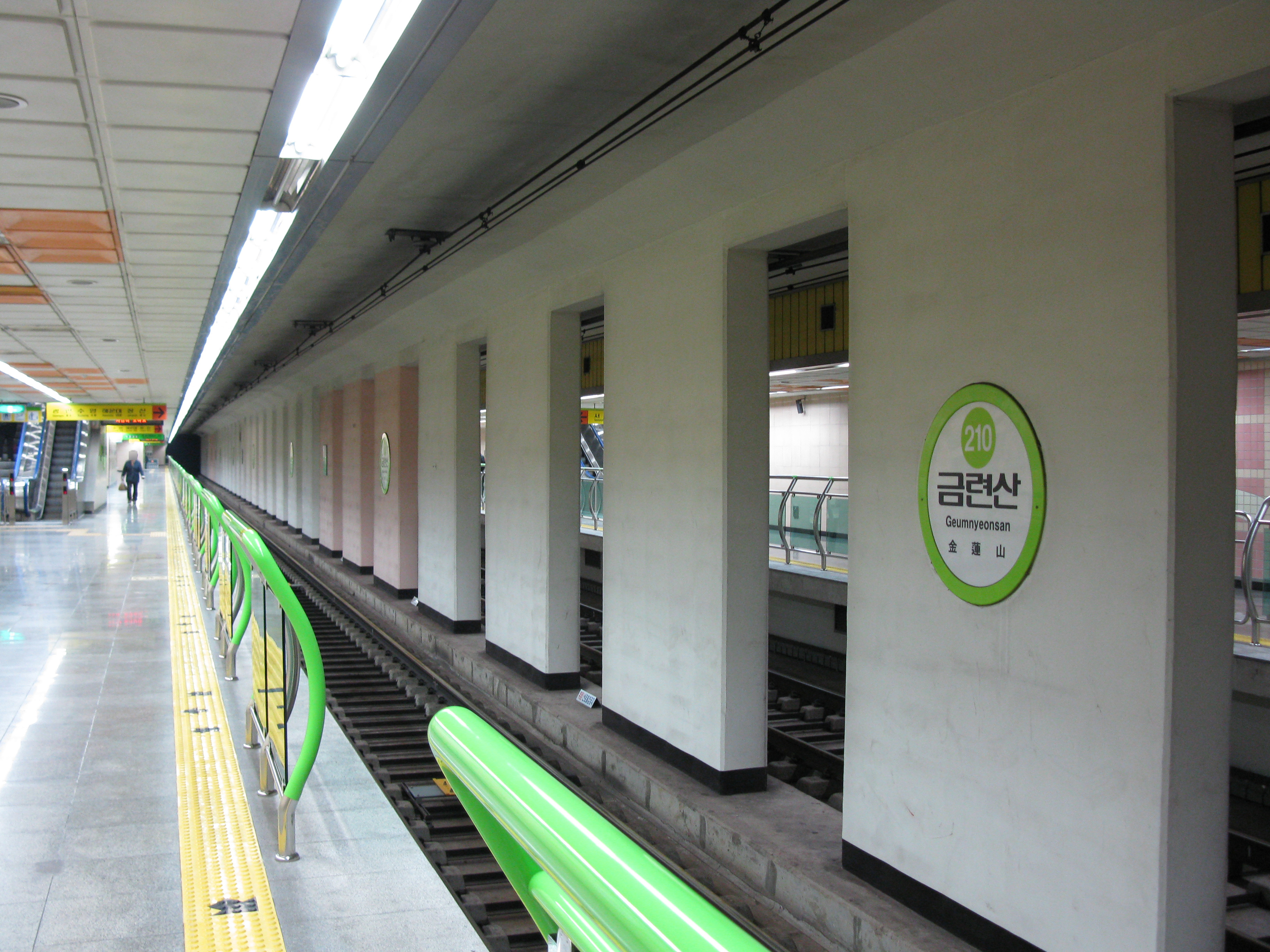
ホームドア設置前（2009年2月）
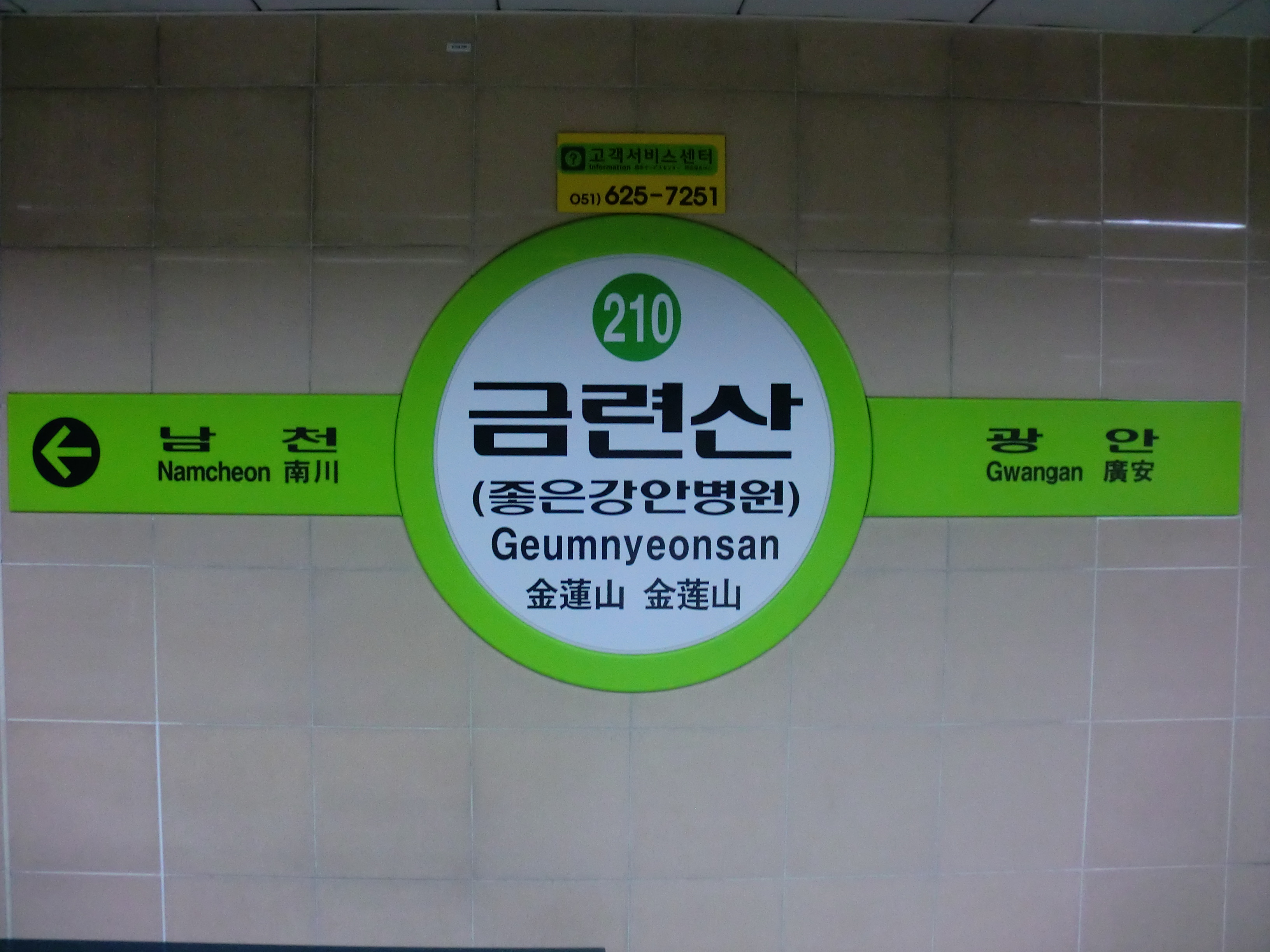
旧駅名標

## 駅周辺
- 釜山広域市地方公務員教育院
- 広安里海水浴場
- 金蓮山青少年修練院
- 釜山南部警察署南川1治安センター
- 広安2洞行政福祉センター
- 釜山国際郵便局
- 南釜山郵便局
- KBS釜山放送総局

## 隣の駅
釜山交通公社
 2号線
広安駅 (209) - 金蓮山駅 (210) - 南川駅 (211)